# Ђероле (Лоди)
Ђероле је насеље у Италији у округу Лоди, региону Ломбардија.
Према процени из 2011. у насељу је живело 14 становника. Насеље се налази на надморској висини од 47 м.